# Bahnstrecke Veselí nad Moravou–Sudoměřice nad Moravou
| Kursbuchstrecke (SŽ): | 343                  |                                    |                                    |
| Streckenlänge: | 14,950 km            |                                    |                                    |
| Spurweite: | 1435 mm (Normalspur) |                                    |                                    |
| Streckenklasse: | D4                   |                                    |                                    |
| Streckengeschwindigkeit: | 80 km/h              |                                    |                                    |
| |                      |                                    |                                    |
| \| \| \| von Vlárský průsmyk (vorm. StEG) \| \| \| \| \| von Nové Mesto nad Váhom \| \| \| \| 0,000 \| Veselí nad Moravou \| Veselí nad Moravou \| \| \| \| nach Brno (vorm. StEG) \| \| \| \| 2,030 \| Veselí nad Moravou-Zarazice \| Veselí nad Moravou-Zarazice \| \| \| 3,374 \| Vnorovy \| Vnorovy \| \| \| \| Velička \| \| \| \| 7,857 \| Strážnice \| Strážnice \| \| \| 11,871 \| Petrov u Strážnice \| Petrov u Strážnice \| \| \| 14,460 \| Sudoměřice nad Moravou \| Sudoměřice nad Moravou \| \| \| \| nach Rohatec (vorm. KFNB) \| \| \| \| 14,950 \| Staatsgrenze Tschechien–Slowakei \| Staatsgrenze Tschechien–Slowakei \| \| \| \| nach Devínska Nová Ves (vorm. MÁV) \| \| |                      |                                    |                                    |
| Strecke |                      | von Vlárský průsmyk (vorm. StEG)   | von Vlárský průsmyk (vorm. StEG)   |
| Abzweig geradeaus und von links |                      | von Nové Mesto nad Váhom           | von Nové Mesto nad Váhom           |
| Bahnhof | 0,000                | Veselí nad Moravou                 | Veselí nad Moravou                 |
| Abzweig geradeaus und nach rechts |                      | nach Brno (vorm. StEG)             | nach Brno (vorm. StEG)             |
| Haltepunkt / Haltestelle | 2,030                | Veselí nad Moravou-Zarazice        | Veselí nad Moravou-Zarazice        |
| Haltepunkt / Haltestelle | 3,374                | Vnorovy                            | Vnorovy                            |
| Brücke über Wasserlauf |                      | Velička                            | Velička                            |
| Bahnhof | 7,857                | Strážnice                          | Strážnice                          |
| Haltepunkt / Haltestelle | 11,871               | Petrov u Strážnice                 | Petrov u Strážnice                 |
| Bahnhof | 14,460               | Sudoměřice nad Moravou             | Sudoměřice nad Moravou             |
| Abzweig geradeaus und nach rechts |                      | nach Rohatec (vorm. KFNB)          | nach Rohatec (vorm. KFNB)          |
| Grenze | 14,950               | Staatsgrenze Tschechien–Slowakei   | Staatsgrenze Tschechien–Slowakei   |
| Strecke |                      | nach Devínska Nová Ves (vorm. MÁV) | nach Devínska Nová Ves (vorm. MÁV) |

Die Bahnstrecke Veselí nad Moravou–Sudoměřice nad Moravou ist eine Hauptbahn („celostátní dráha“) in Tschechien, die ursprünglich von der priv. Österreichisch-Ungarischen Staatseisenbahngesellschaft (StEG) als Zweigbahn der Strecke Brno–Vlárský průsmyk (Wlarabahn) erbaut und betrieben wurde. Sie verläuft von Veselí nad Moravou (Rohatetz) über Strážnice (Straßnitz) an die slowakische Grenze bei Sudoměřice (Sudoměřitz).

## Geschichte
Die Konzession für eine Linie „von einem Punkte der linksseitigen Marchuferstrecke nächst Ostra nach Straßnitz eventuell zur Landesgränze“ erhielt die StEG am 22. Oktober 1884. Ausgestellt war die Konzession bis zum 31. Dezember 1965. Eröffnet wurde die Strecke am 10. Oktober 1887. Den Betrieb führte die StEG selbst aus. Am 15. November 1893 ging auch die grenzüberschreitende Strecke nach Szakolcza in Ungarn in Betrieb.
Am 1. Jänner 1908 übernahmen die k.k. Staatsbahnen (kkStB) die Betriebsführung. Mit der Verstaatlichung der StEG am 15. Oktober 1909 kam dann auch die Infrastruktur zu den kkStB. Im Jahr 1912 wies der Fahrplan drei gemischte Zugpaare 2. und 3. Klasse aus, von denen zwei nach Szakolcza (Skalica) und eines nach Rohatetz durchgebunden waren. Weitere vier Fahrtmöglichkeiten gab es in der Relation Strassnitz–Rohatetz. Sie benötigten für die 15 Kilometer lange Strecke zwischen 40 und 58 Minuten.
Im Zweiten Weltkrieg lag die Strecke zur Gänze im Protektorat Böhmen und Mähren. Betreiber waren jetzt die Protektoratsbahnen Böhmen und Mähren (ČMD-BMB). Am 9. Mai 1945 kam die Strecke wieder vollständig zu den ČSD.

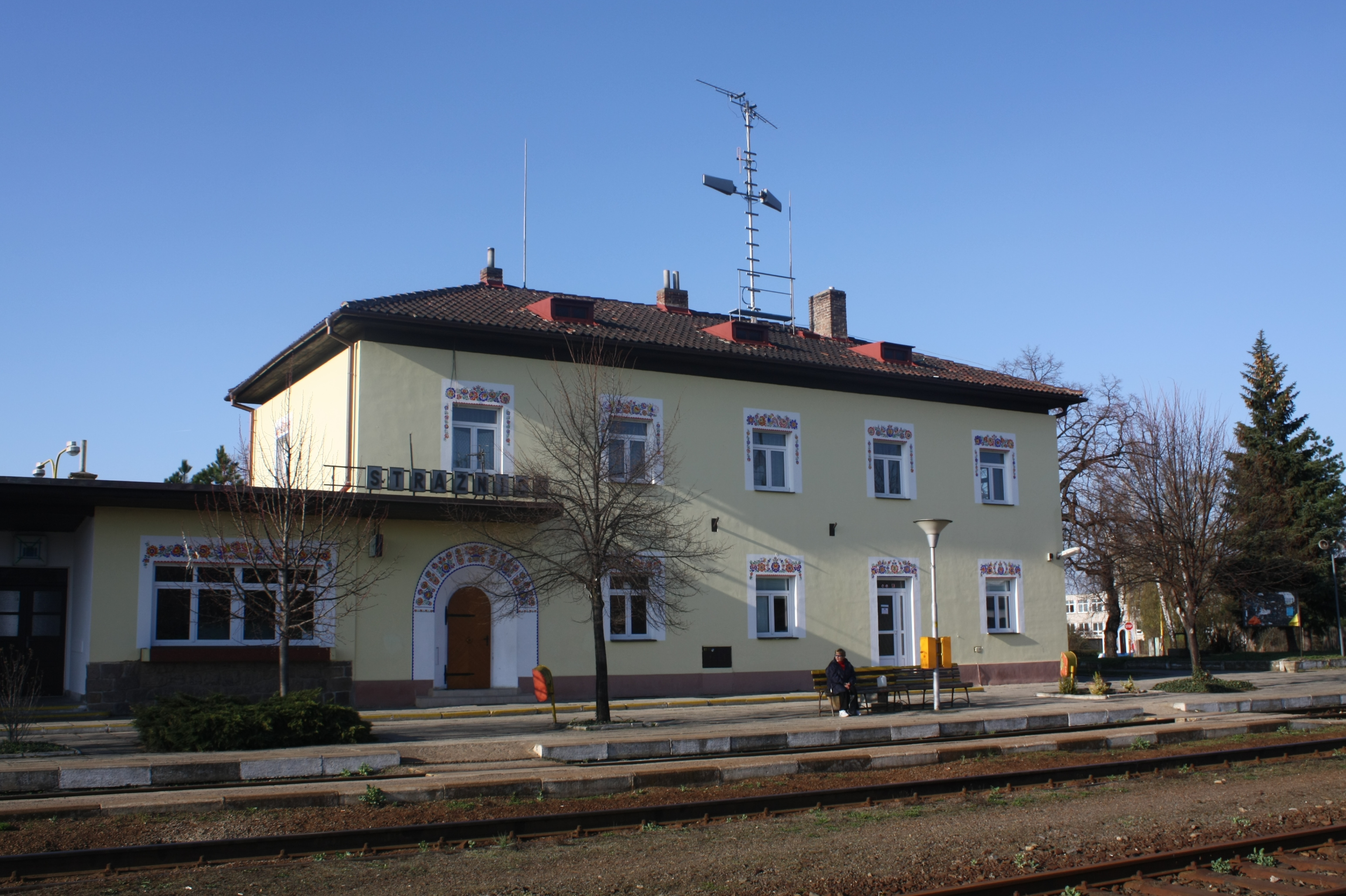
Bahnhof Strážnice (2010)

Am 1. Januar 1993 ging die Strecke im Zuge der Auflösung der Tschechoslowakei an die neu gegründeten České dráhy (ČD) über. Seit 2003 gehört sie zum Netz des staatlichen Infrastrukturbetreibers Správa železniční dopravní cesty (SŽDC).
Infolge der 1993 wieder eingerichteten Staatsgrenze ging der Verkehr in die Slowakei schließlich sukzessive zurück. Im Jahresfahrplan 2007 gab es deshalb werktags nur noch vier grenzüberschreitende Zugpaare, an den Wochenenden nur zwei. Zum Fahrplanwechsel am 8. Dezember 2007 wurde der Reiseverkehr zwischen Sudoměřice nad Moravou und Skalica na Slovensku schließlich ganz eingestellt.
Im Fahrplan 2012 wird die Strecke täglich im Zweistundentakt von Personenzügen der Linie S91 (Hodonín–Javorník nad Veličkou) bedient. Werktags verdichten weitere Züge das Angebot zu einem teilweisen Stundentakt.
Am 13. September 2016 ereignete sich bei Vnorovy ein schwerer Unfall, bei dem ein Personenzug an einem Bahnübergang mit einem Traktor zusammenstieß und vollständig eingleiste. Dabei kam der Fahrer des Traktors ums Leben, von den 25 Reisenden wurden neun verletzt. Der führende Triebwagen und die Reste des Traktors brannten aus. Der am 14. September zur Bergung herangeführte Schienenkran entgleiste ebenfalls und stürzte um.